# Luis Herrera Campins
Luis Antonio Herrera Campins (Acarigua; 4 de maig de 1925 - Caracas; 9 de novembre de 2007.) va ser un advocat, periodista, historiador i polític veneçolà, president de la república durant 1979-1984. També va ser anomenat el President Cultural per les seves importants aportacions a la cultura a Veneçuela

## Biografia

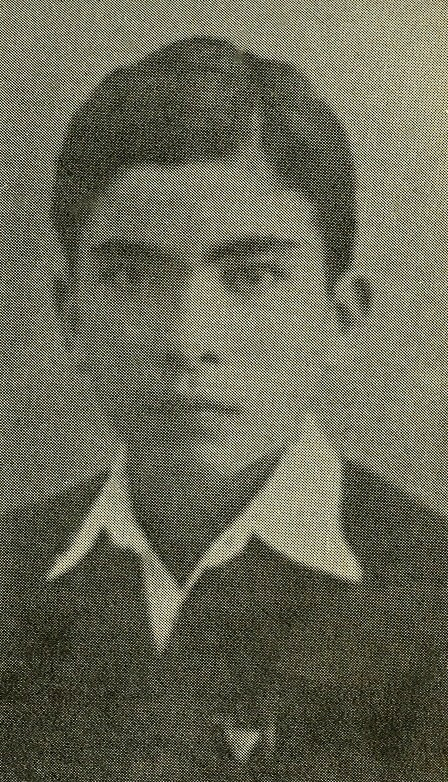
Luis Herrera el 1940

Va cursar estudis de Dret en la Universitat Central de Veneçuela que va haver d'abandonar per acabar-los finalment a la Universitat de Santiago de Compostel·la. Va militar en la Unió Nacional d'Estudiants (UNE) i va ser un dels dirigents juvenils més destacats del partit partit COPEI. Va participar en la vaga universitària de 1952, i per això, va ser expulsat del país. Es va exiliar en Madrid, on va fundar el periòdic Tiela juntament amb altres dirigents del partit, i va tornar al país el 1958, en ser enderrocat el règim de Marcos Pérez Jiménez. Va ser diputat entre 1959-1964, cap de la fracció parlamentària del seu partit en el Congrés de la República durant 1962-1969, secretari general de l'Organització Demòcrata-Cristiana d'Amèrica Llatina (ODCA) entre 1974-1979.
Va resultar electe en els comicis presidencials del 3 de desembre de 1978 (que per cinquena vegada se celebraven des de la instauració de la democràcia representativa el 1958) per al període 1979-1984. Durant el seu govern, els ingressos per concepte de venda d'hidrocarburs es van triplicar, però això no va impedir que l'Estat contragués importants deutes amb institucions financeres estrangeres, fins al punt que el deute públic va ascendir a 25 miliards de dòlars obligant a Veneçuela sotmetre's a les directives econòmiques del Fons Monetari Internacional (FMI).